# Křídelní stěna
Křídelní stěna (dříve německy Flügelwand) je označení pro strmou skalní stěnu o nejvyšší nadmořské výšce 456 m, lemující Gabrielinu stezku vedoucí Pravčickým dolem od Pravčické brány k Mezní Louce v národním parku České Švýcarsko. Křídelní stěna se nalézá asi 4 km východně od obce Hřensko. Při zvětrávání pískovce se na povrchu skal vytvořil typický voštinový povrch.

## Přístupnost
Křídelní stěna je přístupná po červené turistické značce vedoucí po Gabrielině stezce z Hřenska přes Pravčickou bránu do osady Mezní Louka.